# Sfinx

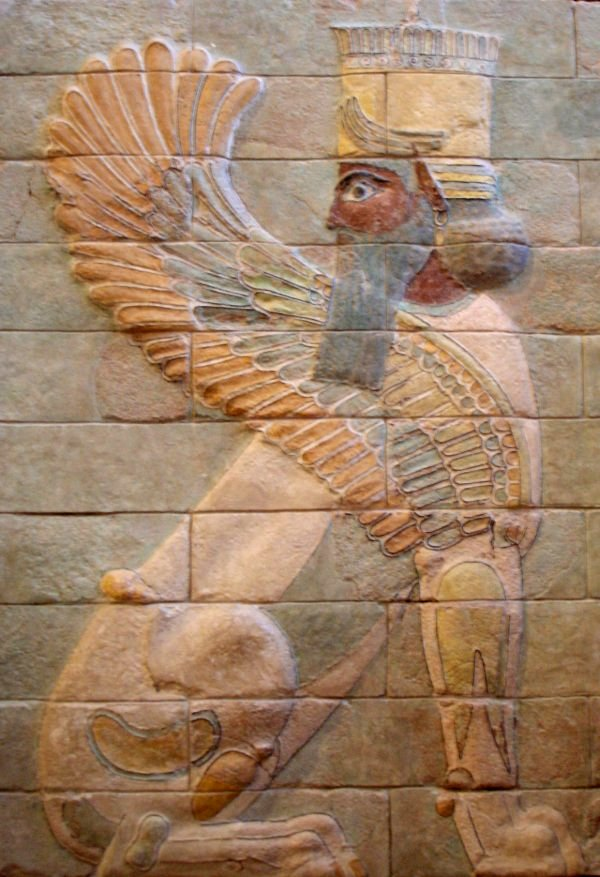
Sfinxul înaripat din anul 480 î.Hr. care a făcut parte din palatul lui Darius I.

Sfinxul este o figură mitologică zoomorfă înfățișată ca un leu culcat cu cap uman. Își are originile în sculpturile din Vechiul Regat Egiptean pe care l-au preluat și grecii. Creaturi similare se găsesc și în Asia de Sud și de Sud-Est. În epoca decorativă europeană sfinxul a reînviat în Renaștere.
Sfinxul înaripat din Teba s-a sinucis din cauză că Oedip a răspuns om la întrebarea Cine merge dimineața în patru picioare, la amiază în două și seara în trei?
Răspunsul a fost corect deoarece omul în copilărie merge folosindu-se de toate cele patru membre ale sale, în două picioare la maturitate și la bătrânețe se deplasează cu ajutorul  toiagului.